# Alastair Smallwood
Pas d'image ? Cliquez ici

b Matchs officiels uniquement.
Alastair McNaughton Smallwood, né le 18 novembre 1892 à Alloa (Royaume-Uni) et mort le 12 juin 1985 à Uppingham, est un joueur de rugby à XV, qui joue avec l'équipe d'Angleterre de 1920 à 1925, évoluant au poste d'ailier. 

## Carrière
Il a eu sa première cape internationale le 31 janvier 1920 contre la France. 
Il remporte avec l'Angleterre le tournoi des cinq nations 1921, 1923, réussissant le Grand Chelem. Il dispute 14 rencontres du Tournoi, inscrivant sept essais. 
Il connaît sa dernière sélection le 21 mars 1925 contre l'Écosse. 

## Palmarès

### En équipe nationale
- 14 sélections avec l'équipe d'Angleterre
- 25 points, 1 drop, 7 essais.
- Sélection par année : 2 en 1920, 4 en 1921, 2 en 1922, 4 en 1923, 2 en 1925
- Tournois des cinq nations disputés : 1920, 1921, 1922, 1923, 1925
- Grand Chelem en 1921, 1923